# Tecnologia em fotointeligência
Fotointeligência é um curso tecnológico de ensino superior com duração de seis períodos, fornecido exclusivamente pela Força Aérea Brasileira. O especialista nessa área, o tecnólogo, é responsável pela execução de atividades de reconhecimento e de inteligência, por meio da análise de fotografias.

## Atribuições
O profissional auxilia no planejamento de missões de reconhecimento aéreo e na preparação de informações que auxiliam as unidades aéreas em operações militares. Interpreta imagens, elabora relatórios de missão, de reconhecimento aéreo e realiza crítica-foto de imagens obtidas por sensores acoplados aos visores de tiro, trabalho essencial para o planejamento de ataques e avaliação de danos provocados nas operações aéreas e sua respectiva manutenção em sensores de reconhecimento aéreo, em equipamentos de processamento e supervisiona a atividade de interpretação de fotos de reconhecimento aéreo e a utilização de laboratório fotográfico. O tecnólogo também realiza em voo, a operação de sensores de reconhecimento e equipamentos de processamento de imagens.

## Graduação
O interessado na graduação, deve alistar-se na junta de serviço militar de seu município, inscrevendo-se para servir a Aeronáutica. Se selecionado, o cadete deve prestar um ano de serviço; após o serviço, o cadete será levado a Escola de Especialistas de Aeronáutica o e vestibular será um simples exame psicotécnico. O aluno estuda conhecimentos básicos de aviação, princípios de eletricidade e eletromagnetismo, fotografia e inglês, dentre outras matérias. O curso integra desde 2006 o catálogo nacional de cursos superiores de tecnologia do Ministério da Educação.

## Carreira no Militarismo
Após a conclusão do curso de formação, o militar é promovido a cada período de sete anos, passando de terceiro sargento para segundo e primeiro sargento, até a graduação de suboficial. Como suboficial ou primeiro sargento, pode concorrer ao Estágio de Adaptação ao Oficialato (EAOF) e atingir o posto de capitão.
Após dez anos na especialidade, outra opção é o Curso de Formação de Oficiais Especialistas (CFOE), que pode levar o militar ao posto de tenente-coronel. Para isso, é necessário ter as promoções por merecimento e ser aprovado em concurso interno.